# 多慧
多慧（穆麟德轉寫：dohui，？年—1862年8月15日），鑲白旗滿洲人，清朝官員、將領。

## 生平
監生出身，捐納候補員外郎。道光十一年（1831年），補授戶部廣東司員外郎，之後掌河南司印。十四年（1834年），改捐候補知府。十八年（1838年），補授山西潞安府知府。二十年（1840年），以知府護理河東道。二十五年（1845年）九月，護理歸綏道。二十八年（1848年），調任山西太原府知府。同年，兼護山西冀寧道。二十九年（1849年）三月，實授冀寧道。不久後兼護山西按察使。三十年（1850年）八月二十三日，升授山西按察使；八月二十五日，改授陝西按察使。十二月，有人參劾行私納賄：「多慧性情貪鄙，在山西多年把持公事……與在省開設帳局之孟春亭結拜兄弟，遇有州縣領解各款，非經該員與孟春亭之手不辦。該員因知府李元慶患病，代為彌縫，又因伊兄多瑞前在山西介休縣任內虧空，皆後任代為擔承，是以辦理清查時專責出結之員，不問前任，凡遇升題調補，俱令出銀，名為彌補清查，均由多慧手收，如所指沈林之調永濟、文泰之調洪洞、汪和之調河津，並程茂沖、朱德澐之不肯出銀」各款，咸豐帝命新任河南布政使張集馨繞道山西，會同山西按察使孫毓溎按照參劾各款逐一嚴密調查審訊。
咸豐元年（1851年）二月初五日，張集馨、孫毓溎覆奏調查結果，多慧被參各款多數無法證實，但確實有「違例借貸，不知自愛，又失察跟役向孟春亭送禮抽豐；並於督辦清查一案，其兄多瑞前在介休任內虧短甚鉅，（多慧）並不引嫌自避，又復含混具詳，有心取巧」，咸豐帝諭將多慧交吏部嚴加議處，並一併議處失察的山西巡撫兆那蘇圖。初十日，吏部議擬將多慧降五級調用，咸豐帝批准。
三年（1853年）八月，新任山西巡撫恒春奏請以多慧為隨員，前往山西赴任。之後賞授侍衛處三等侍衛；四年（1854年）十月二十三日，升授二等侍衛，充巴里坤領隊大臣。十二月，因太平天國戰爭，上咸豐帝命多慧前往安徽軍營，歸江南提督和春差遣。
五年（1855年），多慧率兵駐紮泗州直隸州臨淮。九月，捻匪張樂行攻陷河南夏邑縣並竄擾附近州縣，上諭命多慧就近剿捕。
八年（1858年）九月初十日，升授一等侍衛，充哈密辦事大臣。九年（1859年）九月，多慧清點哈密廳庫支出款項，發現短缺1,290餘兩銀，奏請將哈密廳通判恆齡撤任、勒限查緝贓賊；上諭限一個月內破案，並令署任人員清查恆齡有無經手未完款項。
十年（1860年）六月，因進呈萬壽節賀摺全部使用歌功頌德語句，不符體例，遭到交部議處。九月十九日，加副都統銜，調充西寧辦事大臣。十一月，巴里坤領隊大臣文永咨報多慧，甘肅撥解餉銀自正月以來已將近一年未到，巴里坤滿營兵丁缺餉，嚴冬中已衣食不濟、飢寒交迫，向哈密籌借銀兩，多慧自哈密郡王博錫爾捐輸的5,200兩現銀中暫借2,000兩交給署通判孔昭恆運往巴里坤，待餉銀撥到再扣留還款，並行咨戶部、陝甘總督及烏魯木齊都統以備查核，皆獲准。
十一年（1861年），循化廳撒拉族回匪進襲西寧，九月，多慧奏報調派官兵扼守要隘，並赴平戎驛指揮調度，回眾投誠繳械，將首領韓五十二、馬忠、馬如山、馬貴、王得、王老三、馬明良綁送清軍並賠償贓款，地方肅清。十月，因功賞戴花翎。十月十五日，朝廷派出兵部尚書都統麟魁、戶部尚書軍機大臣沈兆霖馳赴陝西查辦回亂拖延未平的原因。十一月，多慧與陝甘總督覺羅樂斌合奏籌議善後章程，包含酌設營制、招練番兵、改定邊缺、申明嚴禁越卡私販，西寧「漢民之外則有蒙古野番、熟番、漢回、撒回、喇嘛、土民，種類既繁，拊循治理，稍有失當，枝節叢生。西寧道、府二缺，初任人員難期熟練，請均改為調補之缺。至該二缺專用滿洲、蒙古人員，此後但期人地相宜，無論滿漢人員均准酌調升補，惟同時道、府二缺內必須有滿洲、蒙古一人，不得皆用漢員」，上諭發交麟魁、沈兆霖議奏可行性。
同治元年（1862年）正月，因回眾再度大肆焚掠巴燕戎格廳，麟魁、沈兆霖覆奏核對西寧士民呈詞後發現此前回眾滋擾西寧縣、碾伯縣，多慧及覺羅樂斌不認真剿辦，官兵數次被打敗，於是私自與回眾議和、含糊了事，回亂更加蔓延，二縣大量士民被殺；沈兆霖又奏參多慧，「正月十一日碾伯縣城東高廟堡地方，復有撒回千餘出山焚掠，亟宜痛加剿辦，以示兵威，方可議撫。惟多慧等用心乖謬，請另簡大員妥籌剿撫。二月初一日，上諭將多慧交部嚴議；初八日，革職，逮送北京交刑部審擬罪名具奏，覺羅樂斌、甘肅提督成瑞、署西寧道和祥、署西寧府知府朱百川、即補參將趙秉鑑、署巴燕戎格游擊楊玉芳、通判鄭聲文同時被革職，並令覺羅樂斌、多慧、成瑞共同賠補先前調兵動用庫款銀兩。二月二十三日，刑部議擬斬監候、秋後處決，上諭押解刑部監禁、歸入朝審辦理。三月，沈兆霖認同多慧提出的〈嚴禁越卡私販章程〉七條，經部議准行。因回變影響，陝西驛站道路梗阻，多慧尚未解送京師；七月二十日，在甘肅皋蘭縣寓所因罹患流行病，病逝。
三年十二月（1865年），戶部奏查明撒匪滋事、大員辦理謬妄一案，平白浪費了經費銀31,937兩，上諭應由樂斌分賠四成，多慧、成瑞、和祥各分賠二成，其中多慧擅自辦理善後取用司庫及釐金局銀6,050兩，應由多慧一人賠繳；而因多慧已故，由其子孫繼續賠繳。